# Mario Paint
Mario Paint, TV-spel i utbildningssyfte som släpptes till Nintendos enhet Super Nintendo Entertainment System 1992 tillsammans med en mus anpassad för konsolen, kallad SNES-mus. I spelet kan spelaren rita, måla, skapa animeringar och simpel musik med mera. Man kan även spela det så kallade "Flugsmällarspelet".
Mario Paint är det mest kända spelet som använde sig av SNES-musen.